# Sussex-spaniël
De Sussex-spaniël is een hondenras dat afkomstig is uit Engeland.
Deze spaniël wordt gefokt als jachthond voor in gebieden met dicht struikgewas. Een volwassen dier is ongeveer 40 centimeter hoog.
Amerikaanse cockerspaniël ·
Amerikaanse waterspaniël ·
Barbet ·
Chesapeake Bayretriever ·
Clumberspaniël ·
Curly-coated retriever ·
Duitse wachtelhond ·
Engelse cockerspaniël ·
Engelse springerspaniël ·
Fieldspaniël ·
Flat-coated retriever ·
Golden retriever ·
Ierse waterspaniël ·
Kooikerhondje ·
Labrador-retriever ·
Lagotto romagnolo ·
Nova Scotia duck tolling retriever ·
Perro de agua español ·
Portugese waterhond ·
Sussex-spaniël ·
Welshe springerspaniël ·
Wetterhoun